# 932

## Nașteri
- dată necunoscută: Kenneth al II-lea al Scoției  (d. 995)
- dată necunoscută: Adalbert de Italia  (d. 972)
- dată necunoscută: Liutgarda de Saxonia  (d. 953)

## Decese
- 31 octombrie: Al-Muqtadir calif abbasid (n. 895)
- dată necunoscută: Muhammad ibn `Ali al-Ḥakīm at-Tirmidhi  (n. ?)
- dată necunoscută: Reginar al II-lea de Hainaut  (n. 890)